# George Washington Bridge
George Washington Bridge (mer informellt även kallad för GW Bridge, GWB eller GW) är en hängbro över Hudsonfloden i USA och som är en gränsförbindelse mellan delstaterna New Jersey och New York. Den binder samman Fort Lee i Bergen County med området Washington Heights i stadsdelen Manhattan i staden New York.
Bron ingår i Interstate 95 (I-95) som är en av flera vägar som passerar över bron. Bron är en av de mest trafikerade vägbroarna i hela världen, dryga 108 miljoner fordonspassager sker över den årligen i båda riktningarna.

## Bakgrund
Fram till början av 1900-talet fanns ingen fast vägförbindelse över Hudsonfloden i New Yorks storstadsområde. Pennsylvania Railroad hade dock sedan 1910 haft järnvägstunnel under Hudsonfloden som öppnade samtidigt som Pennsylvania Station. Många förslag på broar med landfästen på södra Manhattan framfördes men avvisades av trafikmässiga och estetiska skäl.
Den första fasta vägtrafikförbindelsen över Hudsonfloden var Holland Tunnel som öppnade 1927. Behovet av fler vägförbindelser var dock stort där George Washington Bridge, som öppnade 1931, och Lincoln Tunnel, som öppnade 1937, utgjorde förstärkt kapacitet och mindre störningskänslighet.

### Namn
Bron är uppkallad efter George Washington, en av USA:s grundlagsfäder och landets första president, och är belägen i närheten av Fort Washington (på New York-sidan) och Fort Lee (på New Jersey-sidan) vilka användes av George Washington och hans trupper när de 1776 sökte förhindra den brittiska armén från att ockupera staden New York under det amerikanska revolutionskriget.
Under planerings- och byggstadiet var bron benämnd som Hudson River Bridge alternativt Fort Washington-Fort Lee Suspension Bridge. Det slutliga namnet, George Washington Bridge, fastställdes av Port Authority of New York & New Jersey den 23 april 1931.

### Brons historik
Delstatsförsamlingarna i New Jersey och  New York enades under 1925 om finansiering av en broförbindelse. Bygget av bron påbörjades i oktober 1927.
Bron invigdes den 24 oktober 1931 och invigningen förrättades tillsammans av New Jerseys guvernör Morgan Foster Larson och New Yorks guvernör Franklin D. Roosevelt. Den nyinvigda bron tog då över världsrekordet för längsta brospann för en hängbro från Ambassador Bridge mellan Detroit och Windsor i Ontario, Kanada. Rekordet varade inte länge och övertogs 1937 av Golden Gate-bron i San Francisco.
När den öppnade hade George Washington Bridge sex körfält, men på grund av stor trafikvolym öppnades ytterligare två körfält under 1946. Den 29 augusti 1962 öppnade brons nybyggda nedre däck för vägtrafik med ytterligare 6 körfält, vilket innebar en 75 procentig kapacitetsökning med sammanlagt 14 körfält.
År 1981 utsåg American Society of Civil Engineers George Washington Bridge som en National Historic Civil Engineering Landmark.

## Beskrivning
På brons övre däck finns åtta filer för vägfordonstrafik. På övre däcket finns på varje sida även två gång- och cykelvägar. På det nedre däcket, som invigdes 1962, finns sex filer för vägfordonstrafik. 

### Bildgalleri

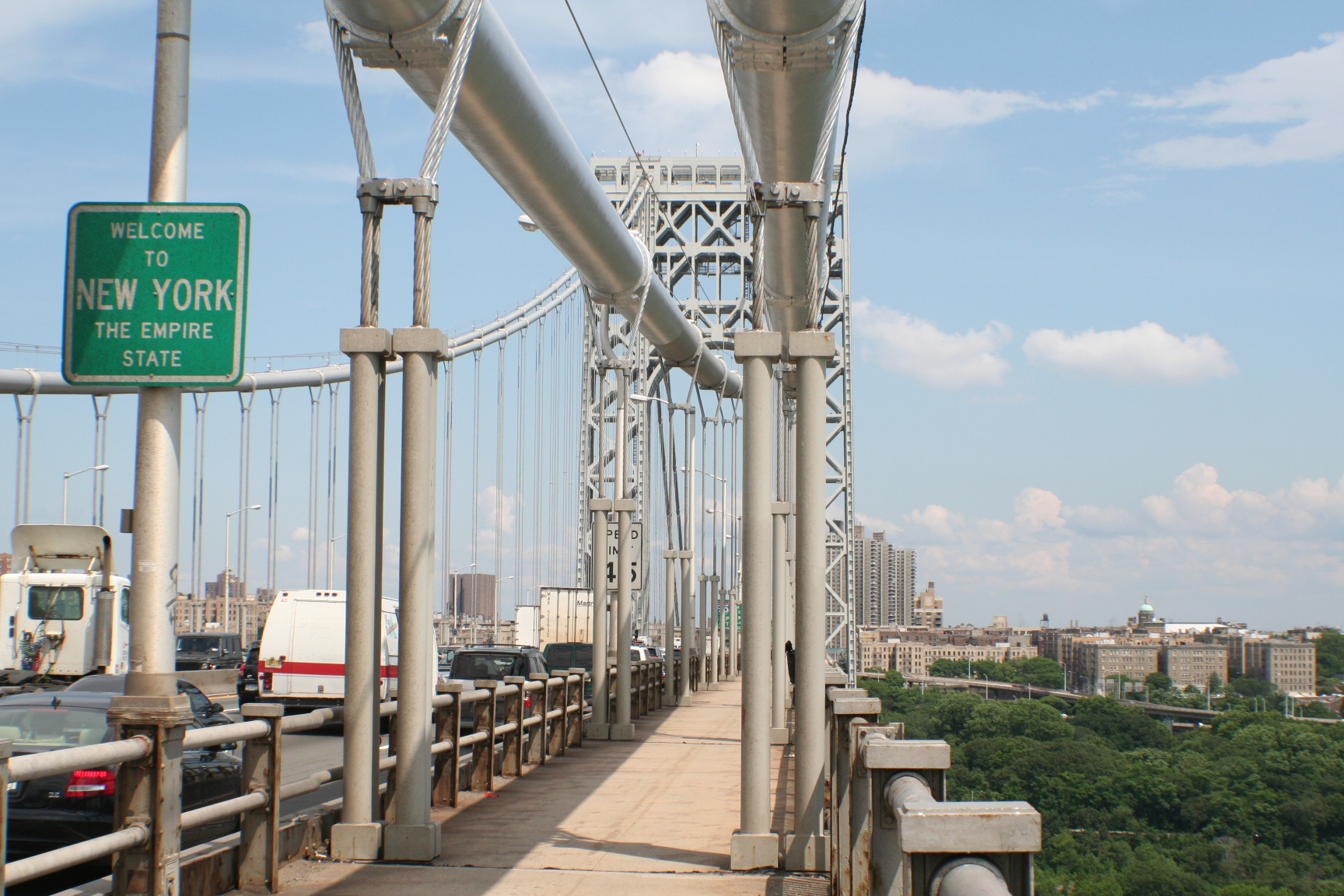
Trottoar från gångtrafik i riktning mot Manhattan på brons sydsida.
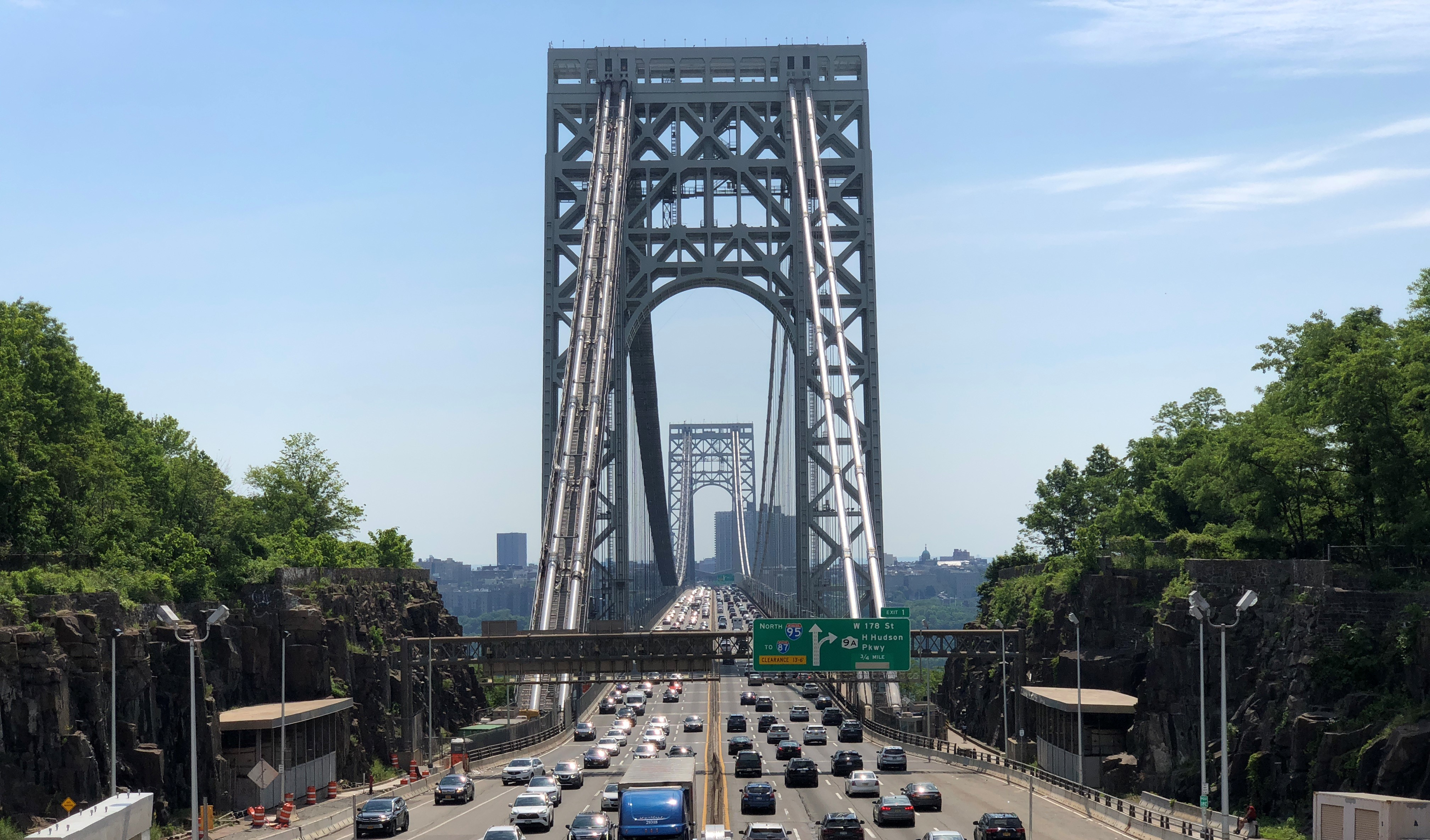
Östgående trafik, från Fort Lee mot Manhattan, på det övre däcket. Bild från 2021.
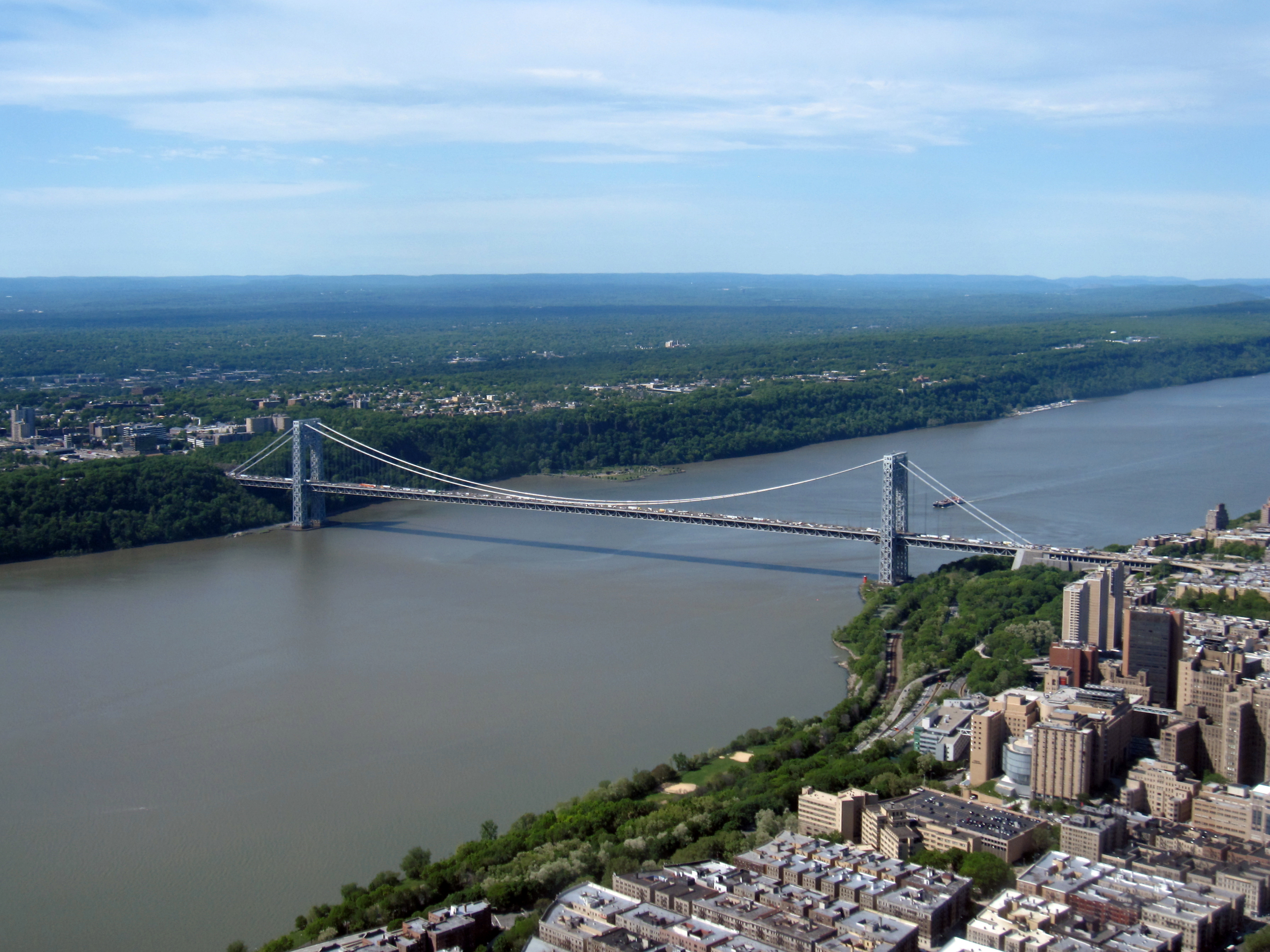
New Jersey-sidan till höger och New York-sidan till vänster. Bild från 2010.
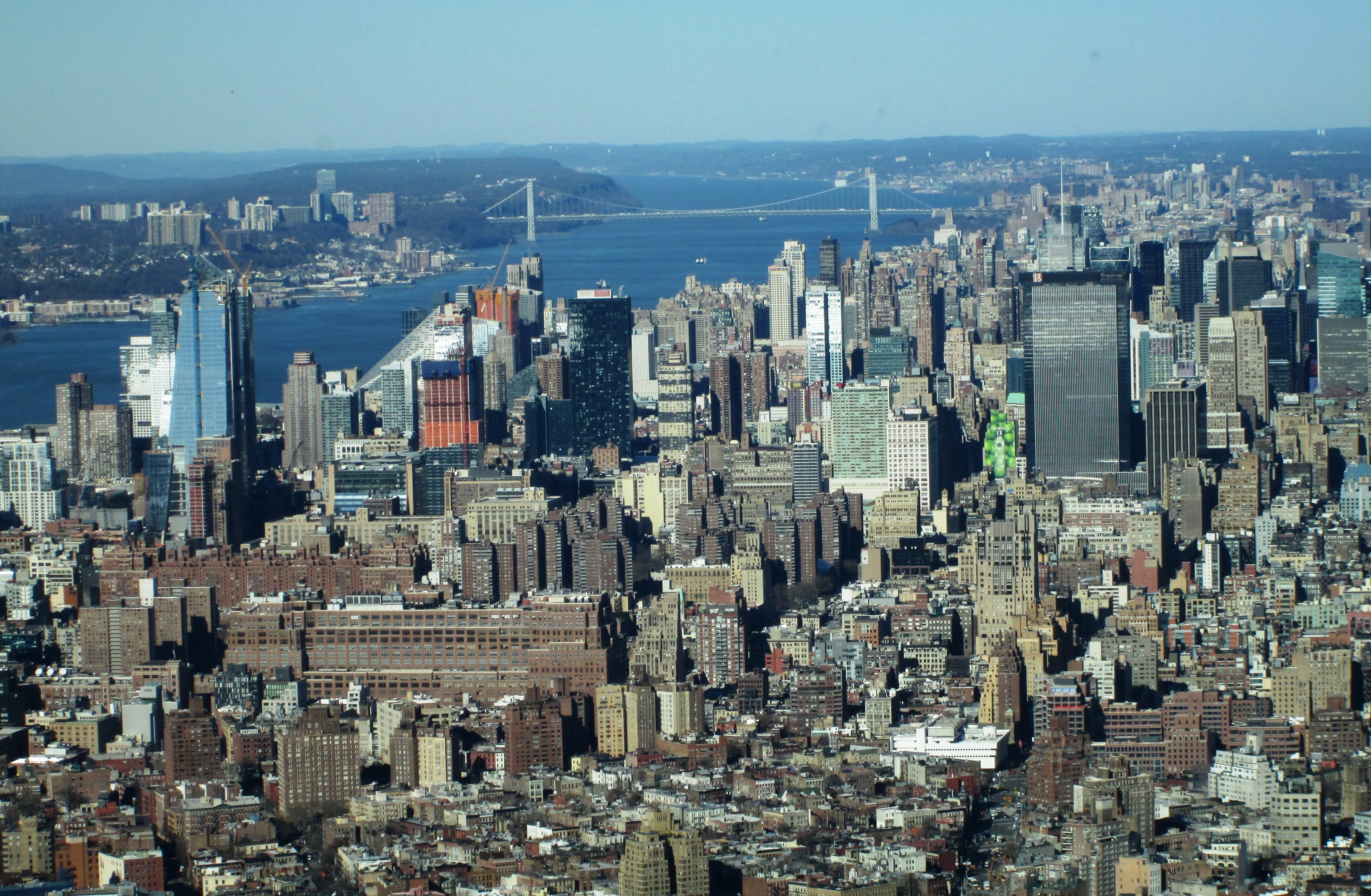
Bron sedd på avstånd från One World Observatory. Bild från 2016.